# Sản xuất hàng loạt

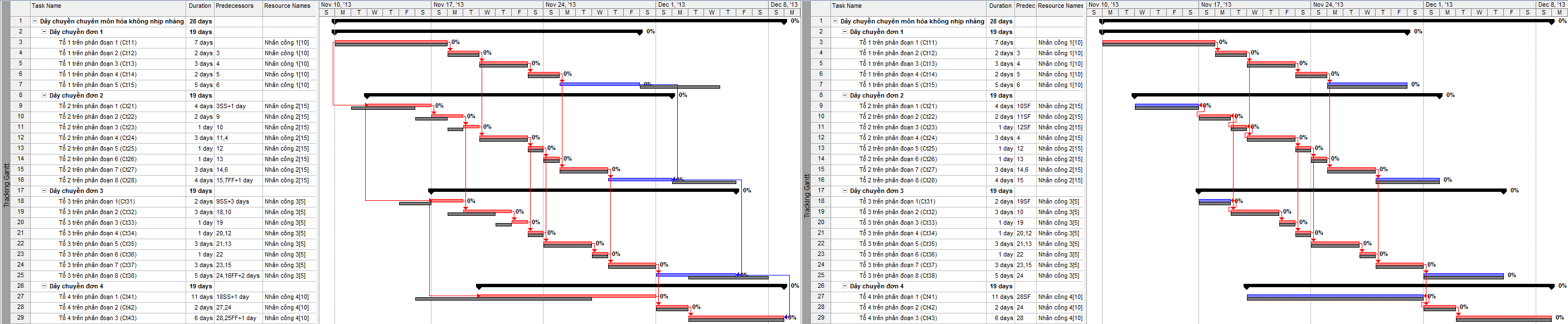
Dây chuyền chuyên môn hóa không nhịp nhàng biểu diễn qua phần mềm Microsoft Project.

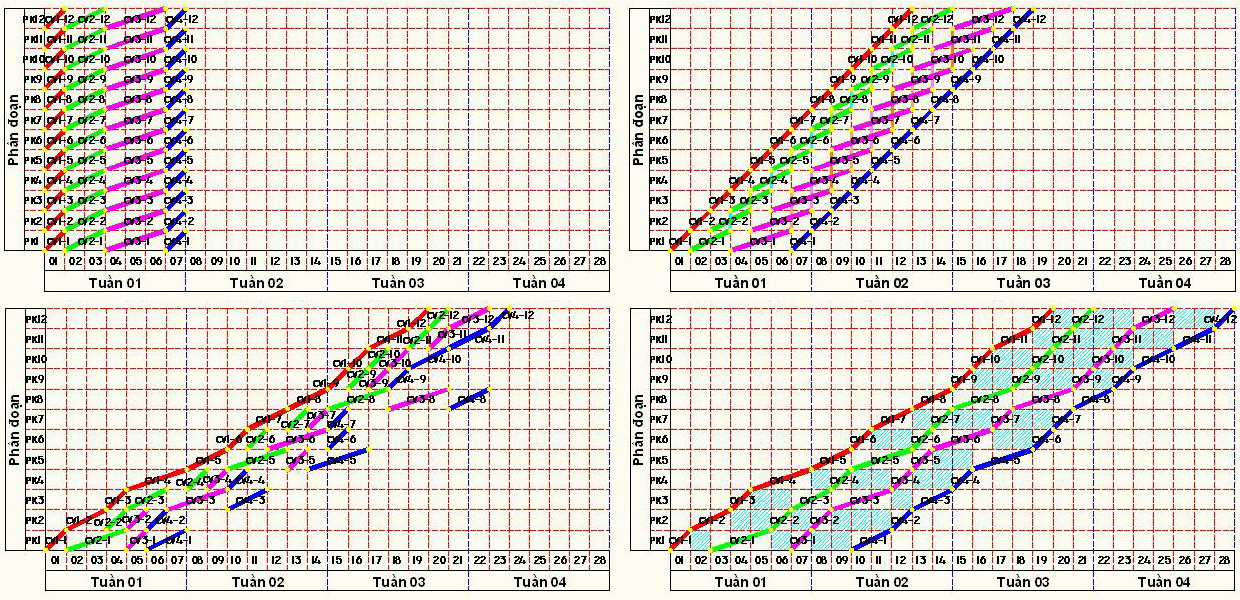
quá trình hình thành phương pháp dây chuyền.

Dây chuyền chuyên môn hóa không nhịp nhàng được thể hiện bằng 2 dạng: dạng sơ đồ xiên và dạng sơ đồ ngang Gantt trong Microsoft Project.

Sản xuất hàng loạt hay sản xuất dây chuyền là một phương pháp tổ chức (tức là bố trí và sắp xếp) việc thực hiện các công việc trong sản xuất hay trong thực hiện dự án. Phương pháp sản xuất dây chuyền (Stream-line) là trường hợp đặc biệt của phương pháp tổ chức thực hiện công việc theo tổ đội chuyên nghiệp, tức là các công việc có cùng một tính chất chuyên môn trong các gói công việc khác nhau được gom lại để giao cho từng tổ đội nhân lực chuyên nghiệp với biên chế cố định, sử dụng một số lượng máy móc (vật lực) ổn định, thực hiện tuần tự theo thời gian lần lượt từ gói công việc này sang gói công việc khác nhưng chỉ trên những phần việc theo đúng chuyên môn của tổ đội đó thôi. Nhưng khác với phương pháp tổ chức chức thực hiện công việc theo tổ đội chuyên nghiệp (sự thực hiện tuần tự theo thời gian có thể là không liên tục hoặc liên tục), trong phương pháp tổ chức thực hiện công việc theo dây chuyền từng công việc chuyên môn (tức là công việc có cùng tính chất chuyên môn) trên các gói công việc, được thực hiện liên tục theo thời gian (không có gián đoạn thời gian thực hiện giữa các công tác chuyên môn do mỗi tổ đội chuyên nghiệp đảm nhiệm lần lượt trên các gói công việc), tạo thành một chuỗi liên tục không ngừng nghỉ các công tác chuyên môn dành cho tổ đội chuyên nghiệp đó thực hiện được gọi là dây chuyền đơn vị (hay dây chuyền đơn). Trong thực hiện dự án, do tính hữu hạn của dự án nên dây chuyền đơn cũng có độ dài hữu hạn (các tổ đội chuyên nghiệp biên chế cố định thực hiện tuần tự một cách liên tục các công tác chuyên môn lần lượt trên một số hữu hạn các gói công việc khác nhau). Còn trong sản xuất công nghiệp, do sản xuất hàng loạt trên các dây chuyền sản xuất, nên dây chuyền đơn vị mang tính chất vô thời hạn (có thể sản xuất sản phẩm với số lượng vô hạn mà không bị khống chế trước như trong dự án).
Khác hoàn với phương pháp tổ chức theo công việc trọn gói (vốn chú trọng tới đường găng) phương pháp tổ chức theo dây chuyền tập trung vào việc bố trí sắp xếp (tức là tổ chức) các công việc theo tính chuyên nghiệp của chúng, các công việc có cùng một chuyên môn sâu được tổ chức hợp lại thành một dây chuyên đơn vị (dây chuyền đơn, hay dây chuyền thành phần), do 1 tổ lao động (nhân lực) chuyên nghiệp với thành phần biên chế cố định sử dụng một số lượng máy móc (vật lực) ổn định thực hiện liên tục, từ ngày này sang ngày khác, lần lượt trên từng sản phẩm công nghiệp (dây chuyền sản xuất) hay trên từng không gian phân đoạn sản phẩm, dịch vụ (của dự án xây dựng,...). Trong dây chuyền sản xuất công nghiệp thì dây chuyền đơn vị là một công đoạn sản xuất.
Quá trình sản xuất ra một sản phẩm hàng hóa cho xã hội luôn tuân theo một quy trình công nghệ đặc trưng riêng của loại sản phẩm hàng hóa đó. Mỗi phần việc phải thực hiện trong quy trình sản xuất ra một hay một loại hàng hóa được gọi là một công đoạn sản xuất, thành phẩm (tức là đầu ra) của một công đoạn không phải là công đoạn sản xuất cuối thì không phải là một hay một loai sản phẩm hoàn chỉnh, mà mới chỉ là bán sản phẩm nhưng lại là đầu vào của công đoạn sản xuất tiếp theo. Thông thường để làm ra một sản phẩm, thì con người phải thực hiện tuần tự các công đoạn sản xuất ra sản phẩm (đây chính là phương thức tổ chức thực hiện tuần tự) cho đến khi kết thúc công đoạn sản xuất cuối cùng, thì sản phẩm hoàn chỉnh mới được sản xuất xong.
Trước thời đại công nghiệp, sản phẩm hàng hóa thường được sản xuất theo phương thức thủ công và đơn chiếc. Trong thời đại công nghiệp, cùng với sự ra đời của dây chuyền sản xuất công nghiệp, thì đồng thời xuất hiện một phương pháp tổ chức sản xuất mới là phương thức "sản xuất hàng loạt". Thay vì sản xuất từng sản phẩm hàng hóa đơn chiếc qua các công đoạn sản xuất truyền thống, thì người ta tổ chức các công đoạn sản xuất thành các dây chuyền chuyên môn (chuyên nghiệp) chỉ chuyên thực hiện một công đoạn sản xuất nhất định trong quy trình công nghệ làm ra một loại sản phẩm hàng hóa trên kia, nhưng không phải trên một sản phẩm mà trên hàng loạt sản phẩm cùng loại. Các dây chuyền chuyên nghiệp trên do từng tổ lao động chuyên nghiệp thực hiện, và được gọi là các dây chuyền đơn vị. Các dây chuyền đơn vị để sản xuất ra một loại sản phẩm, vẫn được tổ chức tuần tự nhau theo một quy trình sản xuất như truyền thống. Tuy nhiên, chính sự tổ chức các công đoạn sản xuất thành một dây chuyền chuyên nghiệp, thực hiện việc sản xuất ra một chuỗi liên tục các thành phẩm cùng loại là đầu vào của các công đoan sau, đã tạo một "dòng chảy" liên tục các sản phẩm hàng hóa cùng loại ở cuối công đoạn sản xuất cuối cùng. Điều này làm cho năng suất của phương thức sản xuất hàng loạt trở nên rất cao so với sản xuất thủ công đơn chiếc.
Phương pháp tổ chức thực hiện công việc theo dây chuyền là sự kết hợp giữa 2 phương pháp là: phương pháp tổ chức thực hiện công việc tuần tự và phương pháp tổ chức thực hiện công việc song song. Trong một dây chuyền chuyên môn (tức là dây chuyền đơn vị), các công tác cùng chuyên môn được thực hiện tuần tự lần lượt trên từng sản phẩm đang được sản xuất. Trên cùng một sản phẩm hàng hóa các công tác có chuyên môn khác nhau, nhưng nằm trong quy trình công nghệ sản xuất ra sản phẩm, thì được thực hiện tuần tự nhau cho đến khi hình thành sản phẩm hoàn chỉnh. Nhưng giữa 2 sản phẩm liên tiếp trong một dây chuyền sản xuất, thì tại một thời điểm trong quá trình sản xuất có 2 dây chuyền đơn vị kế cận nhau hoạt động, mỗi dây chuyền đơn ở trên một sản phẩm, và 2 dây chuyền kế cận này hoạt động song song đồng thời với nhau (tức là trên 2 sản phẩm liên tục thì có 2 công tác chuyên môn khác nhau, nhưng kề cận nhau trong quy trình sản xuất, thực hiện song song đồng thời).

## Tính chất của dây chuyền đơn vị
- Tính chuyên môn sâu (chuyên nghiệp): một dây chuyền đơn vị bắt buộc phải là một chuỗi nhiều công tác (hay công việc trên từng phân đoạn hoặc công đoạn trên từng sản phẩm) có cùng một chuyên môn (do một loại lao động chuyên nghiệp thực hiện), chứ không phải là một công tác riêng lẻ hay một chuỗi các công tác khác chuyên môn.
- Tính hoạt động liên tục: một dây chuyền đơn vị phải là một chuỗi nhiều công tác cùng chuyên môn được thực hiện liên tục từ ngày này sang ngày khác, để cho ra thành phẩm của dây chuyền đơn là một dòng liên tục.
- Tính cố định biên chế tổ đội sản xuất (nguồn nhân lực vật lực): Dù khối lượng công tác trên từng phân đoạn (hay trên từng sản phẩm) có thể đều hoặc không đồng đều nhau thì trong một dây chuyền đơn thành phần biên chế của nguồn nhân lực và nguồn vật lực trực tiếp thực hiện các công tác trên phân đoạn (hay trên sản phẩm) là luôn luôn phải không đổi.
- tính ghép sát tới hạn: Giữa 2 dây chuyền đơn vị liền kề phải có ít nhất một phân đoạn (hay sản phẩm) mà tại đó dây chuyền đơn vị trước thực hiện xong công tác chuyên môn của mình thì dây chuyền đơn vị sau bắt đầu ngay vào việc thực hiện công tác, điều này được gọi là 2 dây chuyền đơn ghép sát tới hạn trên phân đoạn (hay trên sản phẩm) được xét đó. Nếu các dây chuyền đơn vị ghép sát tới hạn trên mọi phân đoạn (sản phẩm) thì các dây chuyên đơn này là các công việc găng (các công việc không có dự trữ thời gian).
- Tính chất găng (căng thẳng, khẩn trương) của dây chuyền đơn (đây là tính chất kết hợp của 2 tính chất hoạt động liên tục trên từng dây chuyền đơn và tính ghép sát tới hạn giữa các dây chuyền đơn): Trong một dây chuyền đơn vị, nếu có sự gián đoạn về mặt thời gian thực hiện các công tác chuyên môn giữa các sản phẩm hay các phân đoạn thì sẽ làm mất tính liên tục của dây chuyền đơn. Mọi sự gián đoạn, trì hoãn hay chậm trễ trong việc thực hiện công tác (tức công việc trên phân đoạn hay công đoạn trên sản phẩm), không chỉ gây ra tắc nghẽn trong một dây chuyền đơn vị, mà còn có thể gây ra tắc nghẽn gián đoạn dây chuyền trên các dây chuyền đơn vị tiếp theo, vì từng thành phẩm của công đoạn trước sẽ là đầu vào của công đoạn sau. Nên nếu một mạng lưới công việc (tức là tổ chức thực hiện công việc theo phương pháp Đường găng) có chứa các phần được tổ chức theo dây chuyền thì các phần mạng công việc tổ chức theo dây chuyền này sẽ có thể là các công việc găng (không có dự trữ thời gian) hoặc là các công việc (công tác) có dự trữ nhưng không thể được phép sử dụng dự trữ thời gian đó được (dự trữ dưới dạng gián đoạn tổ chức, không được phép dùng, nếu dùng có thể sẽ làm mất tính liên tục hoặc tính cố định biên chế tổ lao động và dây chuyền đơn bị phá vỡ hoặc bị biến đổi). Tính chất găng này của sản xuất dây chuyền từng được bộ phim hài nổi tiếng Thời đại tân kỳ của Charlie Chaplin đề cập tới. Mọi công việc chuyên môn (tức là một dây chuyền đơn) trong dây chuyền sản xuất công nghiệp (là loại dây chuyền chuyên môn hóa nhịp nhàng hoạt động vô hạn trên hàng loạt sản phẩm giống hệt nhau (sản phẩm công nghiệp)) là loại dây chuyền găng hoàn toàn. Đối với sản xuất xây dựng hay dịch vụ, các dây chuyền chuyên môn hóa đều là loại hoạt động hữu hạn trên một số hữu hạn các phân đoạn hoạt động (các loại dây chuyên chuyên môn hóa này tương đương với một sơ đồ mạng dự án), chúng có thể là những dây chuyền chuyên môn hóa không nhịp nhàng hay nhịp nhàng, nhưng chúng thường là các sơ đồ mạng đa găng hoặc thậm chí là toàn găng (sơ đồ mạng đa găng là sơ đồ mạng có nhiều hơn 1 đường găng). Dây chuyền chuyên môn hóa là một tập hợp các dây chuyền đơn (tức là các dây chuyền chuyên môn) có chuyên môn khác nhau trong một dự án hay một công xưởng sản xuất công nghiệp, được hợp nhóm theo cách ghép sát tới hạn các dây chuyền đơn thành phần).
- Tính hoạt động không chồng chéo của các dây chuyền đơn vị: Trong một thời điểm của quá trình sản xuất, trên một sản phẩm hay một phân đoạn chỉ có thể có duy nhất một dây chuyền đơn vị đang hoạt động (tức là các dây chuyền đơn không được phép hoạt động đồng thời trên một sản phẩm hay phân đoạn tại cùng một thời điểm).

## Tổ chức theo dây chuyền sản xuất công nghiệp
Lượng sản phẩm trong dây chuyền sản xuất công nghiệp, do không phải sản xuất theo đặt hàng, nên luôn đạt được số lượng nhiều và không bị hạn chế, mà chủ yếu phụ thuộc vào năng lực sản xuất của lực lượng sản xuất.
Trong dây chuyền sản xuất công nghiệp, lực lượng sản xuất (nhân lực và vật lực (máy móc)) được bố trí đứng tại chỗ trong các phân xưởng ở nhà máy, mỗi phân xưởng thực hiện một công đoạn sản xuất, còn sản phẩm thì được di chuyển không ngừng trên các băng chuyền từ phân xưởng này sang phân xưởng khác, từ nguyên vật liệu đầu vào qua phân xưởng đầu tiên đến phân xưởng cuối cùng sản phẩm dần được hình thành, thành phẩm của phân xưởng sản xuất trước là đầu vào của phân xưởng sản xuất sau. Cuối phân đoạn cuối cùng, hàng loạt sản phẩm cùng loại xuất xưởng.

## Tổ chức thực hiện công việc xây dựng theo phương pháp dây chuyền

So sánh và chuyển đổi trên cùng một dự án, tiến độ ghép sát tới hạn trên mọi phân đoạn và tiến độ theo dây chuyền chuyên môn hóa không nhịp nhàng, thể hiện bằng Microsoft Project và Sơ đồ xiên. (Đường Baseline trong MProject thể hiện tiến độ theo dây chuyền chuyên môn hóa không nhịp nhàng)

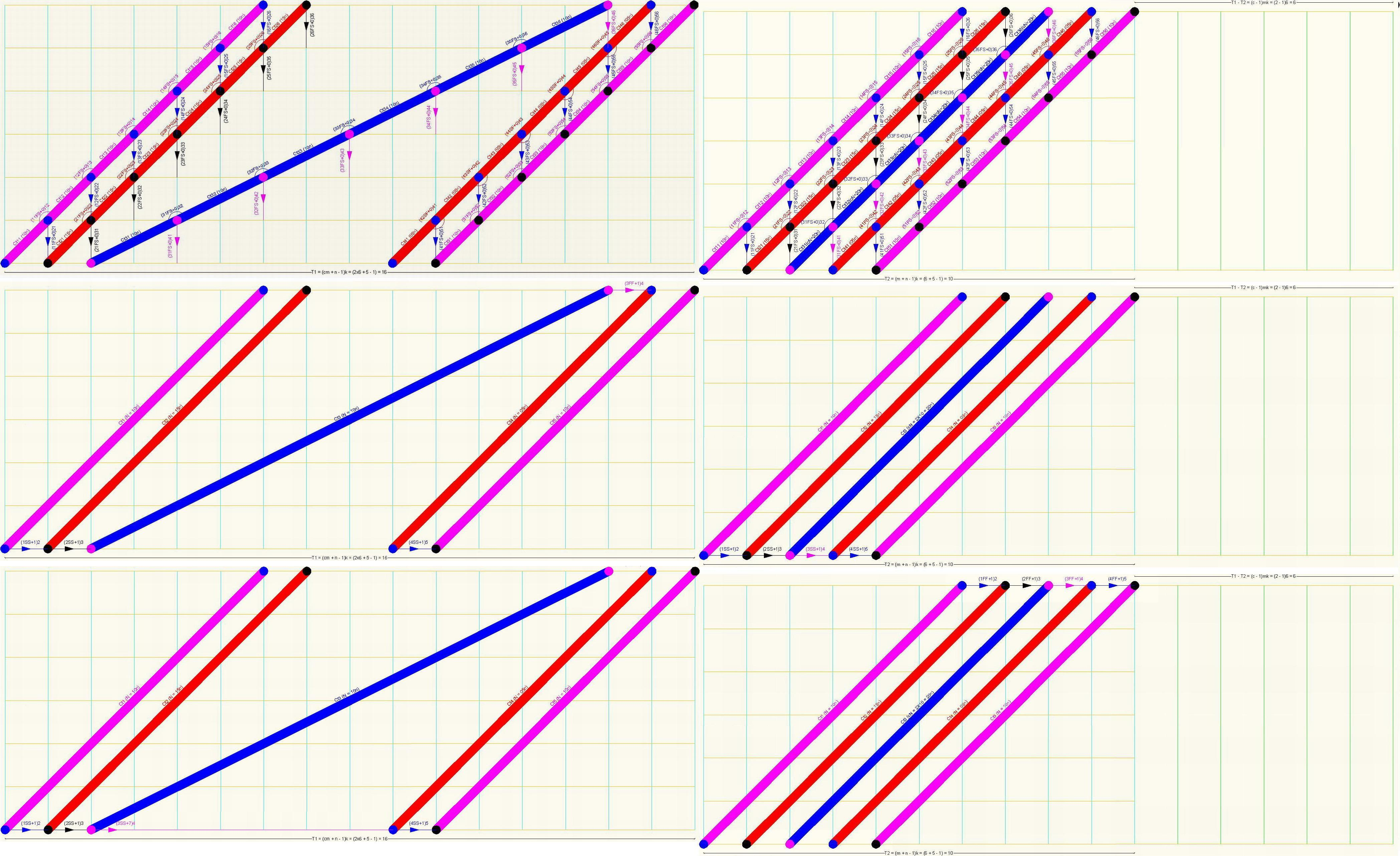
Biến đổi một dây chuyền chuyên môn hóa nhịp nhàng hoạt động trên hữu hạn phân đoạn (cái mà thường có trong dự án xây dựng nhưng không có trong sản xuất công nghiệp), thành ra một gói công việc. (Sử dụng sự chuyển đổi giữa quan hệ tuần tự và quan hệ song song giữa các công việc.)

Ngược lại với dây chuyền sản xuất công nghiệp, trong dây chuyền xây dựng sản phẩm là các phân đoạn nằm cố định tại một vị trí xác định, tổ lao động chuyên nghiệp và máy móc sản xuất của từng công tác chuyên môn lần lượt di chuyển từ phân đoạn này sang phân đoạn khác để thực hiện công tác.

### Gián đoạn công nghệ
Đối với dây chuyền sản xuất xây dựng, do quy trình công nghệ thường chứa các gián đoạn công nghệ (còn gọi là các gián đoạn kỹ thuật) bắt buộc và mang tính khách quan, nên quá trình thi công trên từng phân đoạn (sản phẩm) cũng đều chứa các gián đoạn này. Những gián đoạn này chỉ tiêu tốn một nguồn tài nguyên đặc biệt (không tái tạo) đó là thời gian, ngoài ra không sử dụng bất kỳ nguồn tài nguyên thông thường nào khác. Các gián đoạn công nghệ này còn có thể coi là các công việc (công tác) chờ. Những gián đoạn công nghệ tại một vị trí công đoạn sản xuất nhất định nào đó, xảy ra trên mọi phân đoạn thì có thể coi là hợp lại thành một dây chuyền đơn vị đặc biệt, gọi là "dây chuyền chờ đợi công nghệ".
"Dây chuyền chờ đợi công nghệ" có tính chất giống với mọi loại dây chuyền thành phần khác, chỉ với khác biệt là các tổ lao động chuyên môn "bắt buộc không làm gì cả".
Còn lại, những loại gián đoạn công nghệ riêng lẻ, nếu có xuất hiện, sẽ làm phá vỡ tính liên tục của dây chuyền. Trong trường hợp đó, thì không nên tổ chức thi công theo dây chuyền.

## Phân loại dây chuyền sản xuất

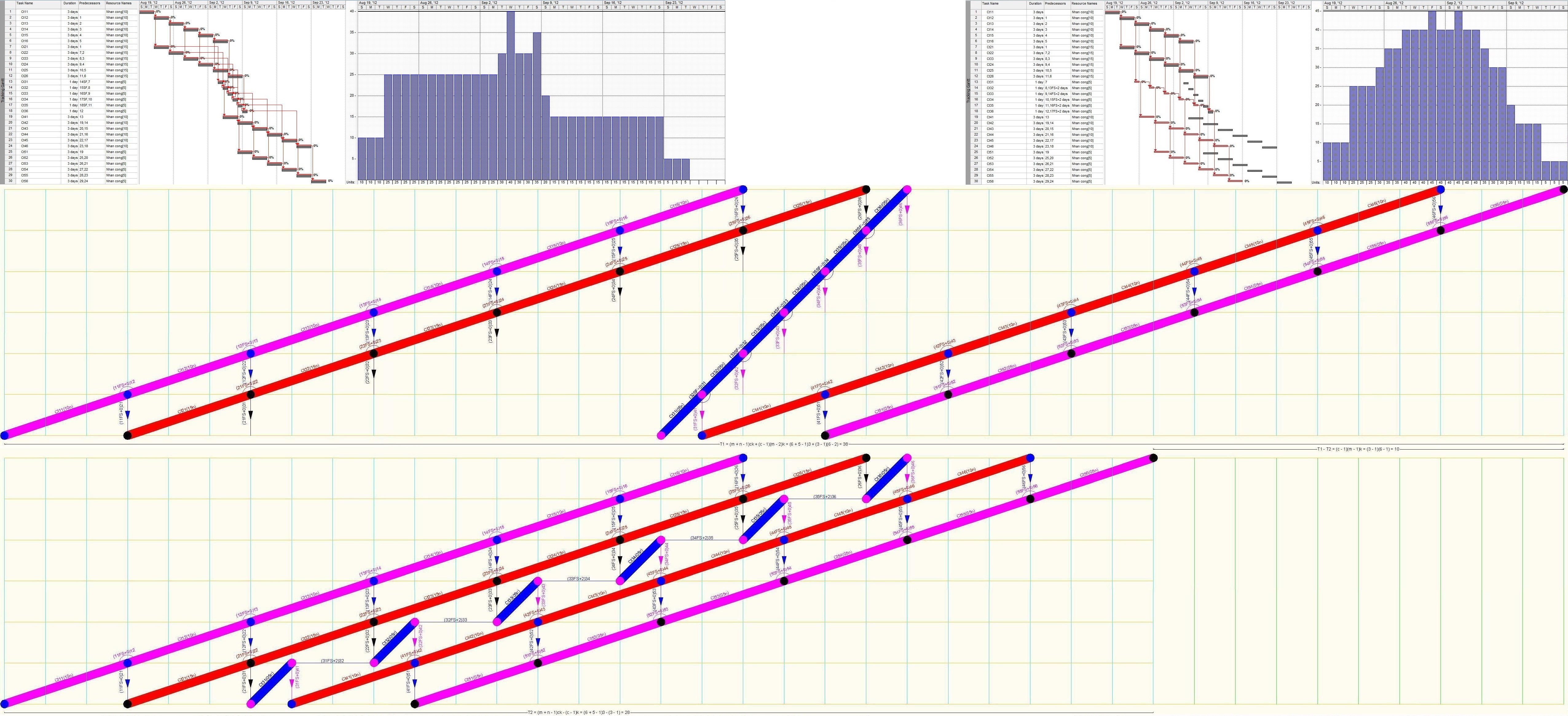
Biến đổi dây chuyền đơn nhịp ước số (còn gọi là cân bằng dây chuyền nhịp nhàng theo nhịp nhanh), trong tiến độ dây chuyền nhịp bội lẻ một dây chuyền nhịp ước (nhịp nhanh), thành tổ đội chuyên nghiệp (không còn là dây chuyên đơn) hoạt động với mô đun chu kỳ bằng với nhịp của các dây chuyền nhịp bội nhịp nhàng còn lại (các nhịp chậm). Nhằm làm giảm tối đa thời lượng thực hiện toàn bộ dự án.

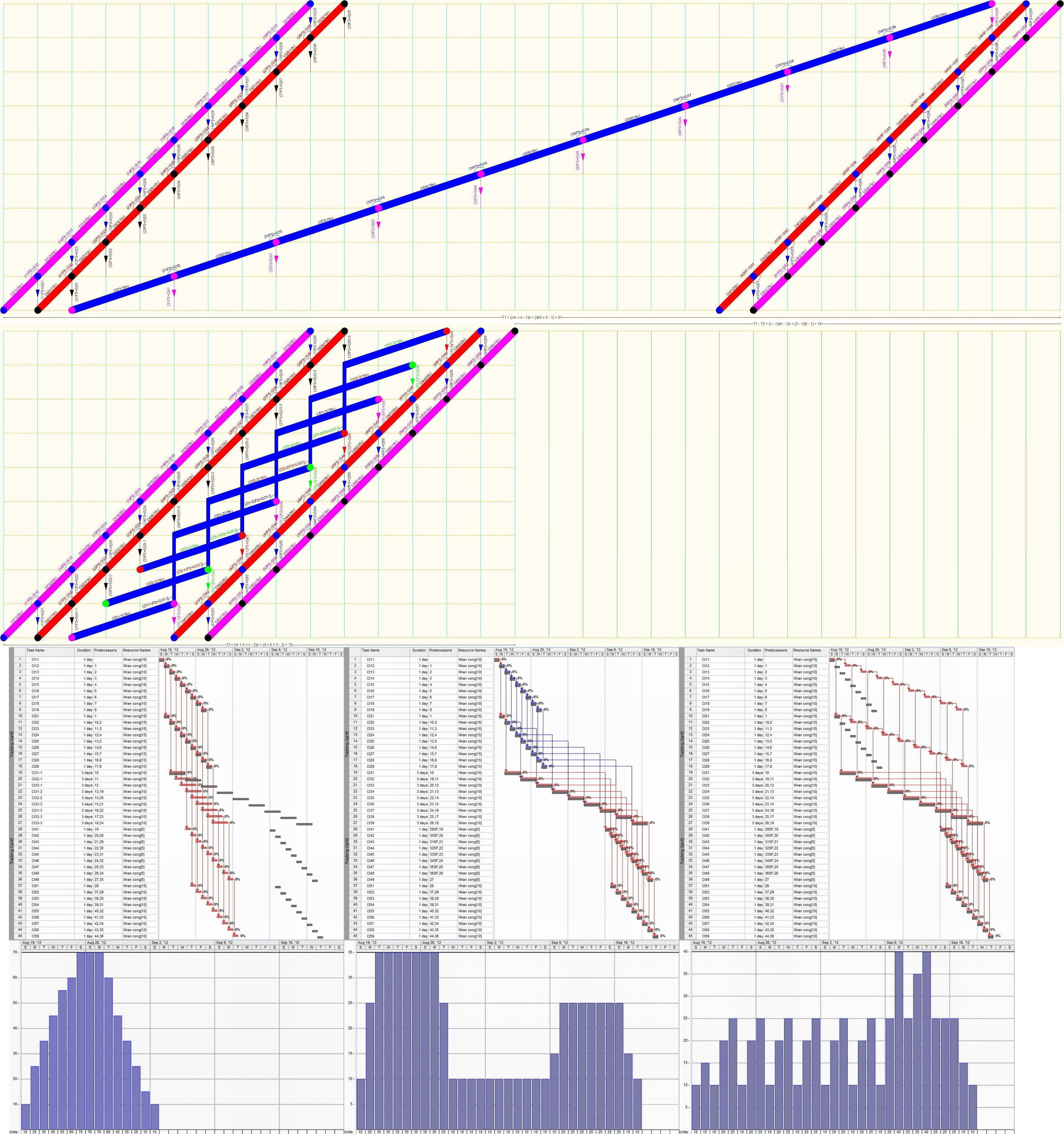
Biến đổi dây chuyền đơn nhịp bội số (còn gọi là cân bằng dây chuyền nhịp bội theo nhịp nhanh), trong tiến độ dây chuyền nhịp bội (nhịp nhanh), thành nhiều dây chuyền đơn cùng chuyên môn.

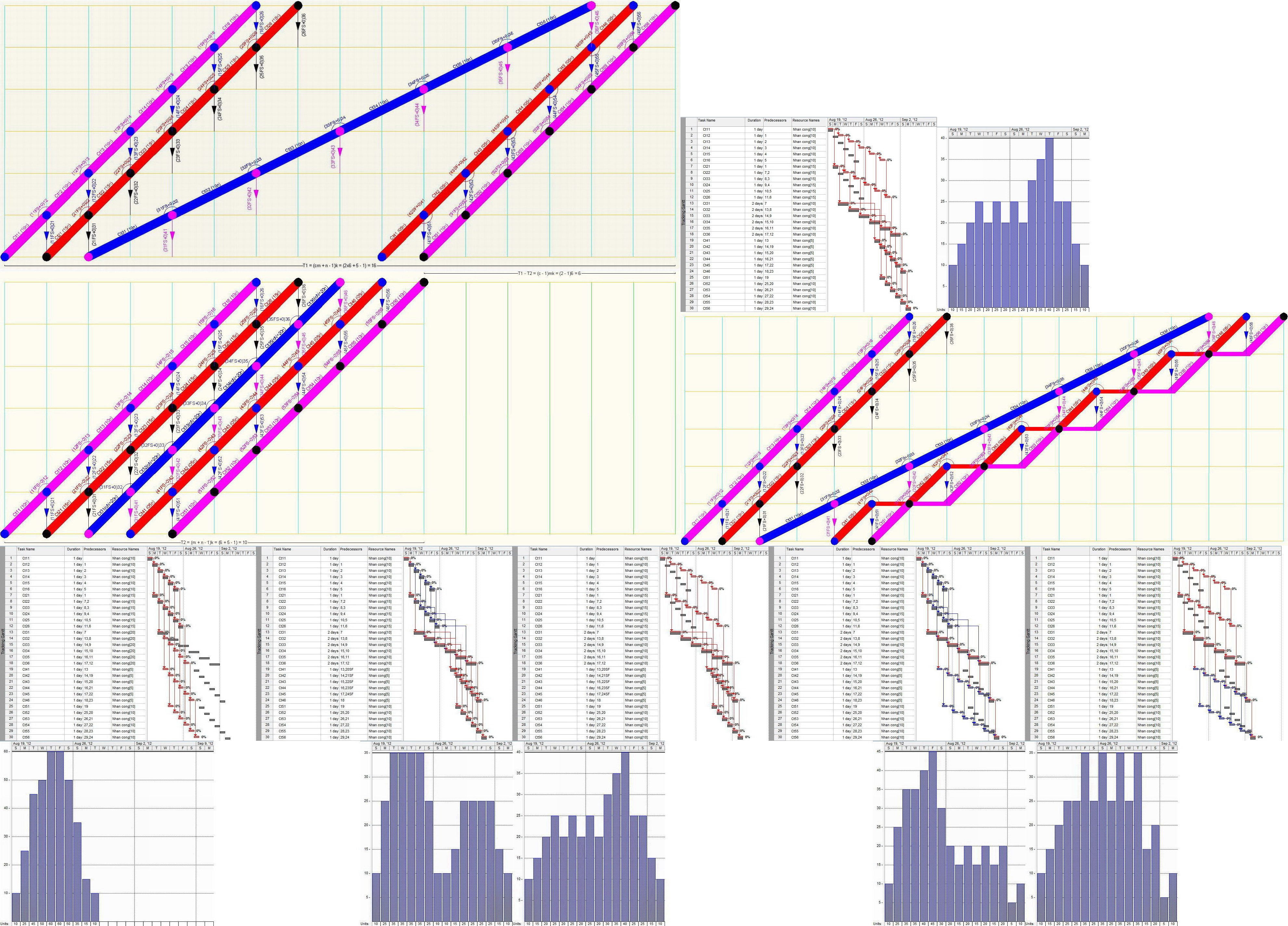
Biến đổi dây chuyền đơn nhịp bội số (còn gọi là cân bằng dây chuyền nhịp bội theo nhịp nhanh), trong tiến độ dây chuyền nhịp bội (nhịp nhanh), thành dây chuyền đơn cùng nhịp nhanh nhưng nguồn lực tăng lên bội số. Nhằm làm giảm tối đa thời lượng thực hiện toàn bộ dự án.

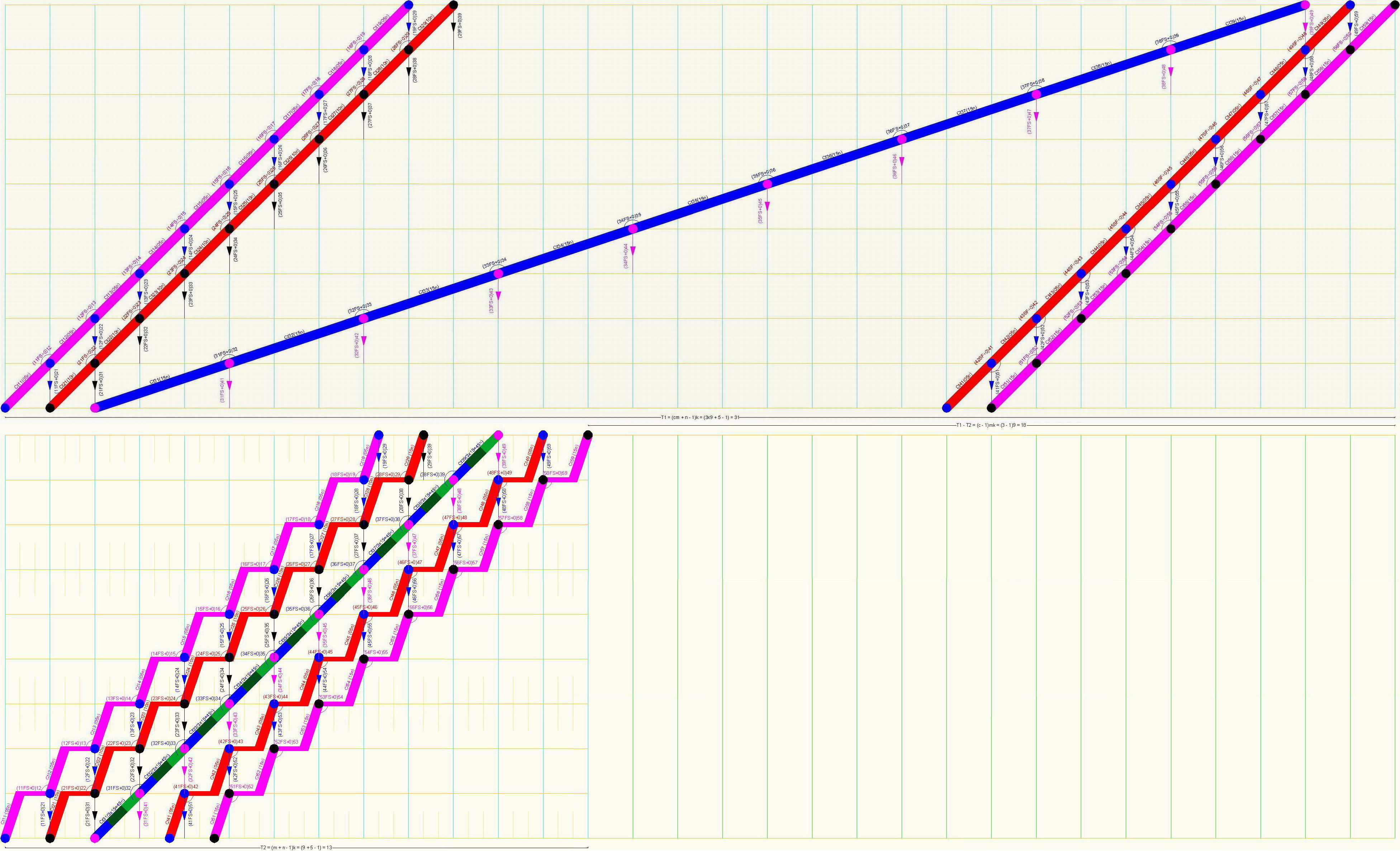
Biến đổi dây chuyền đơn nhịp bội số (còn gọi là cân bằng dây chuyền nhịp bội theo nhịp nhanh bằng chế độ làm 3 ca/ngày).

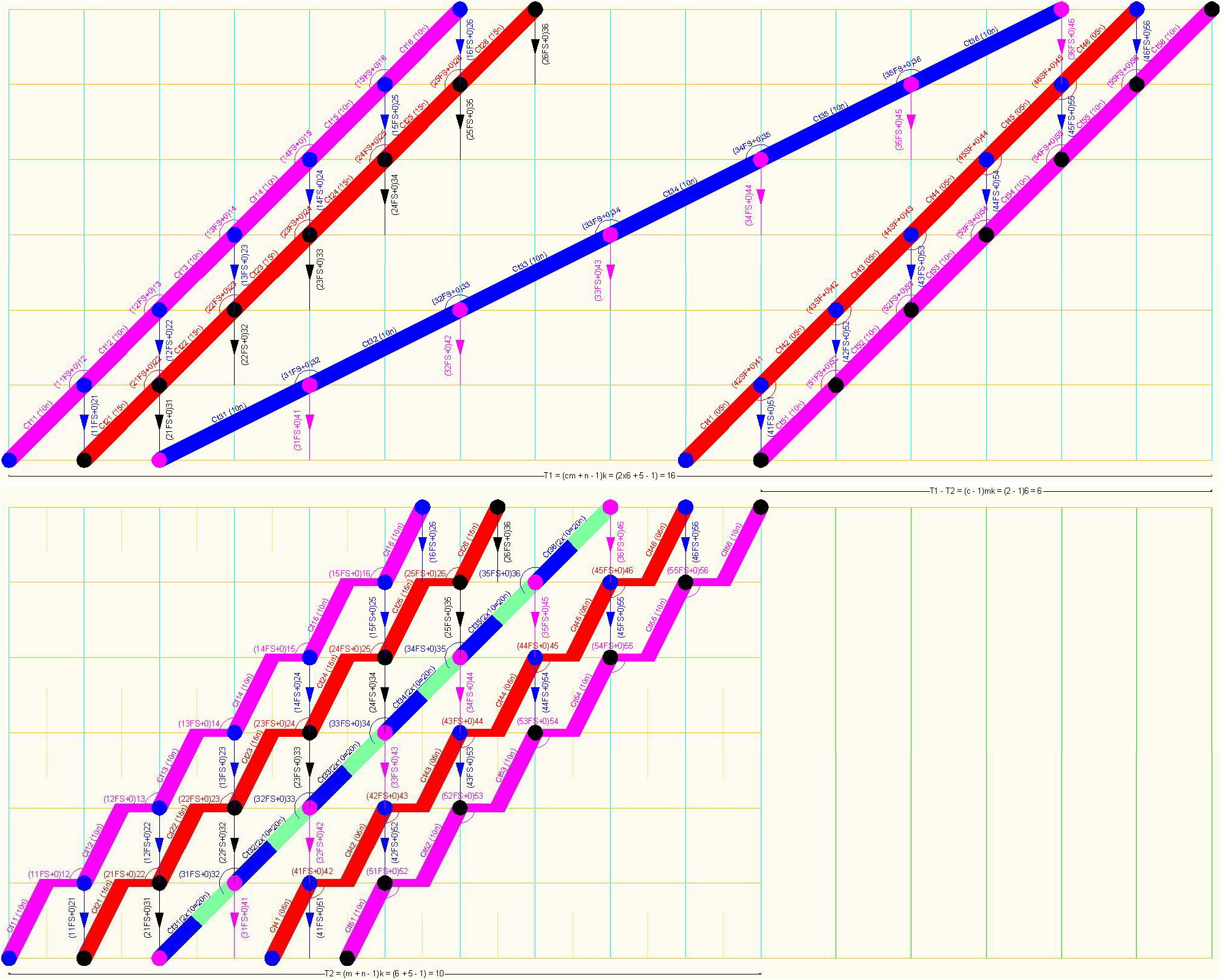
Biến đổi dây chuyền đơn nhịp bội số (còn gọi là cân bằng dây chuyền nhịp bội theo nhịp nhanh bằng chế độ làm 2 ca/ngày).

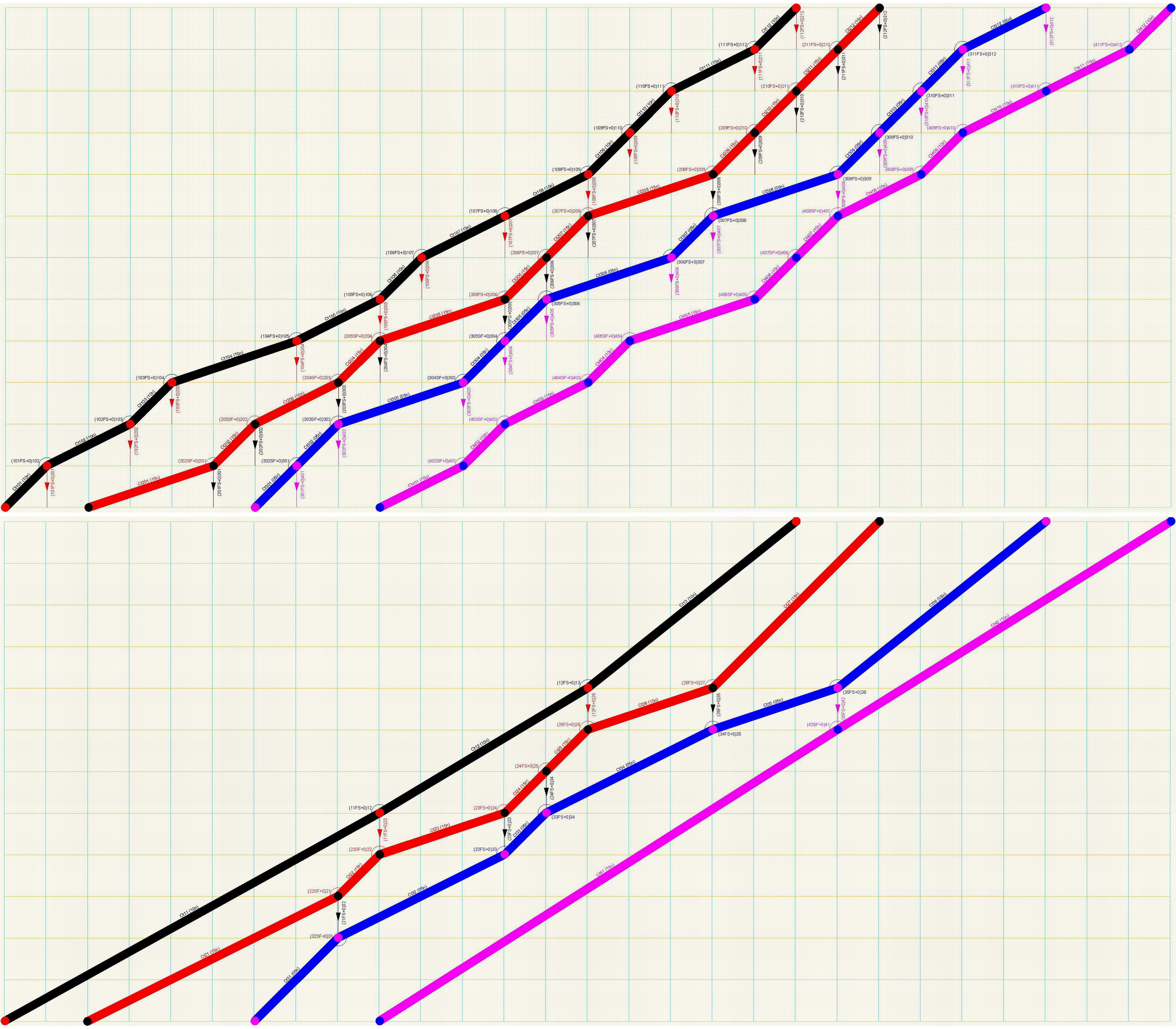
Dây chuyền chuyên môn hóa không nhịp nhàng, thể hiện trên sơ đồ xiên có gắn quan hệ công việc. Và tối giản dây chuyền chuyên môn hóa không nhịp nhàng qua việc biến đổi tương đương các dây chuyền đơn.

### Phân loại theo kiểu dây chuyền đơn
- Dây chuyền nhịp nhàng đồng điệu: là dây chuyền mà mọi dây chuyền thành phần (dây chuyền đơn) đều có nhịp bằng nhau, và là hằng số trên mọi phân đoạn (hay mọi sản phẩm). Loai dây chuyền này ghép sát tới hạn trên mọi phân đoạn (sản phẩm). Các dây chuyền thành phần là những đường thẳng song song nằm xiên cùng hệ số góc, khi biểu diễn tiến độ theo dây chuyền bằng sơ đồ xiên.
- Dây chuyền nhịp nhàng khác điệu: là dây chuyền mà từng dây chuyền đơn (dây chuyền thành phần) đều có nhịp là một hằng số trên mọi phân đoạn (hay mọi sản phẩm), nhưng các nhịp hằng đó của những dây chuyền thành phần là khác nhau. Loai dây chuyền này ghép sát tới hạn trái, và ghép sát tới hạn phải tại một trong 2 phân đoạn: đầu tiên và cuối cùng. Nếu ghép sát tới hạn trái ở phân đoạn đầu thì ghép sát tới hạn phải ở phân đoạn cuối cùng, và ngược lại.
- Dây chuyền nhịp nhàng nhịp bội (khác điệu bội số): là dây chuyền nhịp nhàng khác điệu, nhịp của dây chuyền thành phần tỷ lệ với nhau (một số dây chuyền thành phần có nhịp hằng là bội số của các dây chuyền đơn nhịp hằng còn lại). Loai dây chuyền này cũng ghép sát tới hạn trái, và ghép sát tới hạn phải tại một trong 2 phân đoạn: đầu tiên và cuối cùng. Nếu ghép sát tới hạn trái ở phân đoạn đầu thì ghép sát tới hạn phải ở phân đoạn cuối cùng, và ngược lại.
- Dây chuyền không nhịp nhàng đồng điệu: là loại dây chuyền mà trên từng dây chuyền thành phần có nhịp biến đổi, (hoạt động với nhịp độ khác nhau), không là hằng số trên các phân đoạn (sản phẩm), từng dây chuyền đơn là không nhịp nhàng. Nhưng trên từng phân đoạn (sản phẩm) thì mọi dây chuyền đơn đều có nhịp bằng nhau, đồng điệu giữa các dây chuyền đơn trên từng phân đoạn (sản phẩm). Loai dây chuyền này ghép sát tới hạn trên mọi phân đoạn (sản phẩm). Các dây chuyền thành phần là những đường gãy khúc (gồm nhiều đoan thẳng gấp khúc, mỗi đoạn là một công tác trên một phân đoạn) song song với nhau, khi biểu diễn tiến độ theo dây chuyền bằng sơ đồ xiên.
- Dây chuyền không nhịp nhàng không đồng điệu. Loai dây chuyền này ghép sát tới hạn trên một hoặc một vài phân đoạn (sản phẩm). Các dây chuyền thành phần là những đường gãy khúc (gồm nhiều đoan thẳng gấp khúc, mỗi đoạn là một công tác trên một phân đoạn) không song song với nhau, khi biểu diễn tiến độ theo dây chuyền bằng sơ đồ xiên.

### Phân loại theo quy mô dây chuyền sản xuất
- Dây chuyền sản xuất công nghiệp, gồm các quy mô:
- Dây chuyền lắp ráp

- Dây chuyền sản xuất thức ăn

- Dây chuyền sản xuất xây dựng, gồm các loại quy mô sau:

- Dây chuyền sản xuất chuyên môn hóa
- Dây chuyền sản xuất công trình đơn vị
- Dây chuyền sản xuất tổ hợp công trình

## Ghép sát dây chuyền sản xuất không nhịp nhàng

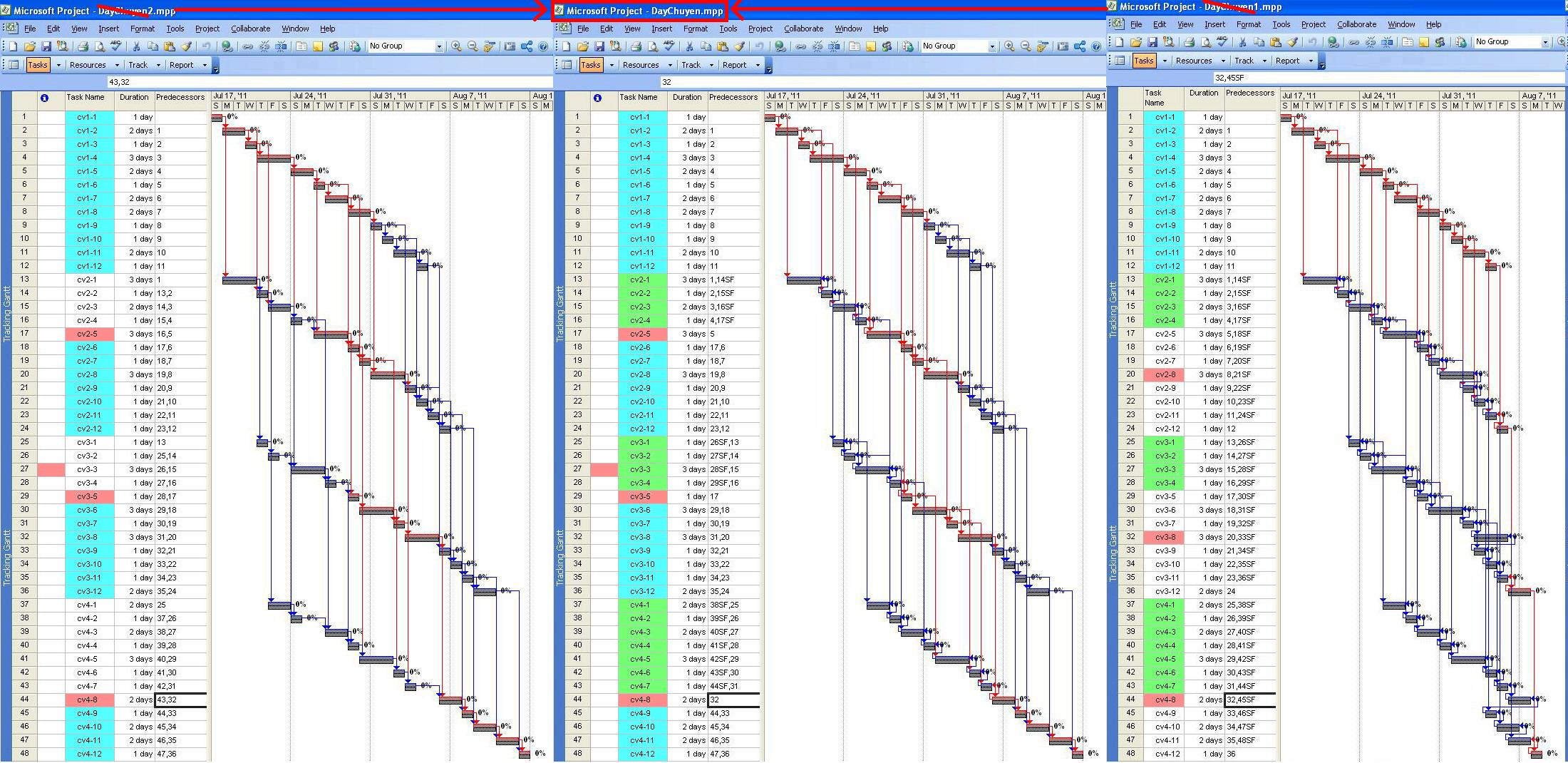
Ghép sát dây chuyền chuyên môn hóa không nhịp nhàng trên Microsoft Project.

Có 3 phương pháp tính ghép sát các dây chuyền đơn vị không nhịp nhàng (không đồng điệu) trong dây chuyền sản xuất: phương pháp giải tích có hỗ trợ bằng bảng tính của Budnhicov (M.S.Budnicov, Михаил Сергеевич Будников), phương pháp tính trên ma trận dây chuyền của Galkin (I. G. Galkin, И. Г. Галкин), phương pháp ghép sát đồ họa trực tiếp trên sơ đồ xiên.
Phương pháp giải tích Budnhicov (Mikhail Sergeyevich Budnicov), được Budnhicov đưa ra trong cuốn Cơ sở về dây chuyền thi công xây dựng (Основы поточного строительства. Киев, Госстройиздат, 1961), như sau:
- Giả định cho 2 dây chuyền đơn không nhịp nhàng: i và (i+1), ghép sát tới hạn với nhau ở phân đoạn đầu tiên j = 1, (công tác i1 (công việc i trên phân đoạn 1) kết thúc thì công tác (i+1)1 (công việc (i+1) trên phân đoạn 1) bắt đầu ngay). Oi(i+1)1 = 0.
- Khoảng ghép sát giả định trên các phân đoạn còn lại (từ phân đoạn j = 2 đến phân đoạn j = m) được tính bằng công thức: Oi(i+1)j = {\displaystyle {\begin{aligned}{\sum _{\mathrm {1} }^{\mathrm {j-1} }\mathrm {T_{j}^{i+1}} }-{\sum _{\mathrm {2} }^{\mathrm {j} }\mathrm {T_{j}^{i}} }\\\end{aligned}}}
- Nếu Oi(i+1)j ≥ 0 với mọi j = (1 → m), thì 2 dây chuyền đơn không nhịp nhàng i và (i+1) ghép sát với nhau tới hạn ở ít nhất trên phân đoạn 1 và các phân đoạn có Oi(i+1)j = 0 khác. Z1 = 0.
- Nếu tồn tại các O-j = Oi(i+1)j < 0, thì xác định Z1 = max{|O-j|}

và các Zj = Oi(i+1)j + Z1 với j = (2 → m). (Điều này tương đương với việc tịnh tiến dây chuyền đơn (i+1) kế sau dây chuyền i theo hướng tăng của trục thời gian một thời lượng là Z1. Và trên phân đoạn thứ j nào đó mà có Zj = 0, hai dây chuyền đơn không nhịp nhàng i và (i+1) ghép sát tới hạn).
Việc ghép sát bằng phương pháp giải tích Budnhicov, đòi hỏi phải lập bảng tính để tính toán, ngày nay có thể được hỗ trợ bằng bảng tính Microsoft Excel.
Phương pháp ghép sát đồ họa trực tiếp trên sơ đồ xiên, thực chất là phương pháp giải tích có hỗ trợ bằng việc thể hiện trên sơ đồ xiên. Trong phương pháp này, 2 dây chuyền đơn không nhịp nhàng: i và (i+1), ban đầu được vẽ trên sơ đồ xiên dưới dạng ghép sát tới hạn với nhau ở phân đoạn đầu tiên, nếu chúng cắt nhau hoặc giao nhau thì sẽ có các O-j. Sau khi xác định được Z1, thì vẽ dây chuyền (i+1) tịnh tiến về phía chiều tăng của trục thời gian một khoảng là Z1 = max{|O-j|}.
Sau khi ghép sát tới hạn 2 dây chuyền i và (i+1), mọi Zj của 2 dây chuyền đều ≥ 0, nếu trên phân đoạn j nào đó có Zj = 0 thì gọi là 2 dây chuyền ghép sát tới hạn trên phân đoan j, nếu các Zj giữa 2 dây chuyền đơn này trên mỗi phân đoạn j mà > 0 thì được gọi là gián đoạn tổ chức giữa 2 dây chuyền này trên phân đoạn j. Các gián đoạn tổ chức Zj > 0, nếu được biểu diễn trong sơ đồ mạng (tức là tổ chức theo dây chuyền trong sơ đồ mạng) thì chúng chính là dự trữ của công việc (chuyên môn) (i+1) trên các phân đoạn j, tuy nhiên các dự trữ này không được phép sử dụng vì nếu sử dụng chúng thì sẽ làm phá vỡ dây chuyền đơn (i+1).